# Good Times Bad Times
Good Times Bad Times är en sång från 1969 av Led Zeppelin på musikalbumet Led Zeppelin. Låten är första spåret på skivan och sätter tonen direkt vilken typ av musik Led Zeppelin kommer att spela. Den inledde även Led Zeppelins återföreningskonsert 10 december 2007 i O2-arenan i London. Den första och enda fullängdkonserten sedan 1980.